# Каташ, Одед
Оде́д Ка́таш (англ. Oded Kattash, ивр. עודד קטש‎; р. 10 октября 1974 года в Гиватаиме) — израильский баскетболист и баскетбольный тренер. Лучший бомбардир чемпионата Европы 1997 года, победитель Евролиги ФИБА 2000 года в составе команды «Панатинаикос», четырёхкратный чемпион Израиля (1996—1999), чемпион Греции (2000). Как тренер — чемпион (2010) и двукратный обладатель Кубка Израиля (2019, 2020), чемпион и обладатель Кубка Греции (2021).

## Игровая карьера
Одед Каташ родился в Гиватаиме, городе-спутнике Тель-Авива, и начал играть в баскетбол в детской команде клуба «Маккаби» (Рамат-Ган), затем в девять лет перешёл в спортивную школу клуба «Маккаби» (Тель-Авив). Выступал за этот клуб в молодёжном чемпионате Израиля.
Проведя в возрасте 17 лет один сезон (1991/1992) в дочернем клубе «Маккаби» (Тель-Авив), «Маккаби Даром», Каташ перешёл сначала в «Маккаби» (Рамат-Ган), а оттуда в «Хапоэль» (Верхняя Галилея), за год до этого прервавший серию из 23 побед тель-авивского «Маккаби» в чемпионатах страны. Заняв второе место в чемпионате Израиля с «Хапоэлем», Каташ завоевал свою первую награду национальных первенств. На следующий год с ним уже заключил контракт его родной клуб. В составе тель-авивской команды Каташ выиграл четыре чемпионата Израиля подряд и два Кубка Израиля. С другим сильным защитником, Дороном Шеффером, выступавшим несколько лет за команду Коннектикутского университета, они образовали грозную связку, именовавшуюся на жаргоне болельщиков «Каташеффер».
На чемпионате Европы 1997 года Каташ набирал в среднем 22 очка за игру — лучший показатель среди всех игроков турнира, и хотя сборная Израиля закончила турнир на девятом месте, он был включён в символическую сборную чемпионата. Дважды (в 1997 и 1999 годах) он участвовал в играх Еврозвёзд ФИБА (англ. FIBA EuroStars).
Каташ мог стать первым израильтянином в НБА: он подписал контракт с клубом «Нью-Йорк Никс» на сезон 1998-99, но из-за начавшегося локаута так и не смог сыграть за этот клуб. В результате он вернулся в «Маккаби», а на следующий год подписал контракт с греческим суперклубом «Панатинаикос». С «Панатинаикосом» он за год выиграл Кубок Греции и чемпионат Греции, а в финальной игре Евролиги встретился с «Маккаби». В этом матче Каташ набрал 17 очков, и его трёхочковый бросок в конце игры во многом предопределил её итог. В послематчевом интервью он заявил: «Это самый счастливый и самый печальный день в моей карьере».
Вскоре после окончания сезона Каташ получил серьёзную травму. Весь следующий год он провёл на скамейке запасных «Панатинаикоса», прошёл ряд операций за несколько лет, но так и не смог вернуться на площадку. В июне 2004 года было объявлено о его уходе.

## Тренерская карьера
Тренерскую карьеру Каташ начал сразу после объявления об окончании игровой карьеры, в «Хапоэле» из Верхней Галилеи. С этой командой, располагавшей скромным бюджетом, он занял второе место в регулярном сезоне 2004/2005 и завоевал бронзовые медали чемпионата Израиля в 2007 году.
После этого Каташ был приглашён тренировать тель-авивский «Маккаби», однако трения со спортивным директором команды Шерфом и несколько неудачных игр во внутреннем первенстве привели к его уходу. Во второй половине сезона Каташ снова принял «Хапоэль» (Верхняя Галилея) и спас его от вылета во второй дивизион. На следующий год Каташ вновь привёл «Хапоэль» к бронзовым медалям первенства страны, а в 2010 году сенсационно победил в финале национального первенства тель-авивцев и второй раз за историю клуба из Верхней Галилеи привёл его к чемпионскому титулу.
На следующий сезон Каташ заключил контракт с иерусалимским «Хапоэлем». С этой командой он провёл около полутора сезонов, помимо чемпионата (где команда завоевала бронзовые медали сезона 2010/2011 годов) и Кубка Израиля приняв участие в Еврокубке УЛЕБ, но после разгромного поражения в конце декабря 2011 года от дебютантов высшего дивизиона «Ха-Бикаа» совет директоров клуба принял решение о его отставке. В 2012 году Каташ заключил двухлетний контракт с вернувшимся в Премьер-лигу клубом «Хапоэль» (Эйлат). К середине сезона новая команда Каташа, демонстрируя агрессивную игру в защите, стала одним из лидеров лиги. С Каташем эйлатский клуб дошёл до полуфинала чемпионата Израиля, а на следующий год — до финала Кубка Израиля. В сезоне 2014/2015 Каташ тренировал тель-авивский «Хапоэль», но, несмотря на заключённый трёхлетний контракт, был уволен после неудач в начале следующего сезона. Уже через неделю он снова занял пост главного тренера эйлатского клуба. В 2016 году «Хапоэль» с Каташем снова стал полуфиналистом чемпионата Израиля, а на следующий год, заняв второе место в регулярном сезоне, неожиданно уступил в пяти матчах в первом круге плей-офф. Летом 2017 года контракт Каташа продлён не был.
В 2019 и 2020 году тренер дважды подряд привёл иерусалимский «Хапоэль» к победе в Кубке Израиля. В январе 2021 года занял пост главного тренера «Панатинаикоса» и завоевал с ним чемпионский титул и Кубок Греции, но летом контракт не был продлён. Летом 2022 года Каташ был во второй раз за карьеру назначен главным тренером тель-авивского «Маккаби».
Одновременно с клубной тренерской карьерой Каташ тренировал юношескую (до 20 лет) сборную Израиля, которую привёл впервые с 2004 года к серебряным медалям чемпионата Европы, а в октябре 2017 года сменил Эреза Эдельштейна на посту тренера основной национальной сборной. В сентябре 2021 года по истечении четырёхлетнего контракта Каташ передал должность главного тренера сборной Гаю Гудесу.